# Matti Lehtinen
Matti Kalervo Lehtinen, född 24 april 1922 i Lappee, död 16 augusti 2022 i Helsingfors, var en finländsk operasångare (baryton).
Lehtinen var 1949–1951 solist vid Finska operan. Efter att vunnit en sångtävling i Genève var han 1952–1955 anställd vid operan i Köln och framträdde därefter som konsert-, oratorie-, opera- och radiosångare. Han var 1963–1987 professor i solosång vid Sibelius-Akademin och tilldelades Pro Finlandia-medaljen 1965.

### Uppslagsverk
- Lehtinen, Matti i Uppslagsverket Finland (webbupplaga, 2012). CC-BY-SA 4.0